# Hugh Dalton
Edward Hugh John Neale Dalton, Barão Dalton (Neath, 16 de agosto de 1887 - Londres, 13 de fevereiro de 1962) foi um economista e político do Partido Trabalhista britânico que serviu como Chanceler do Tesouro de 1945 a 1947. Ele moldou a política externa do Partido Trabalhista na década de 1930, opondo-se fortemente à política de apaziguamento do primeiro-ministro Neville Chamberlain em 1938.
Dalton serviu no gabinete de coalizão de Winston Churchill durante a guerra; após a evacuação de Dunquerque, foi Ministro Econômica da Guerra e estabeleceu o Executivo de Operações Especiais. Como chanceler, administrou mal a crise da libra esterlina de 1947. Sua posição política já estava em risco em 1947, quando ele, aparentemente inadvertidamente, revelou informações a um repórter minutos antes de fazer seu discurso orçamentário. O primeiro-ministro Clement Attlee aceitou sua renúncia; Dalton mais tarde retornou ao gabinete em posições relativamente menores.
Seu biógrafo Ben Pimlott caracterizou Dalton como rabugento, irascível, dado ao mau julgamento e falta de talento administrativo. Pimlott também reconheceu que Dalton era um verdadeiro radical e um político inspirado; um homem, para citar seu velho amigo e crítico John Freeman, "de sentimento, humanidade e lealdade inabalável às pessoas que correspondiam ao seu talento".

## Início da vida
Hugh Dalton nasceu em Neath, no País de Gales. Seu pai, John Neale Dalton, era um clérigo da Igreja da Inglaterra que se tornou capelão da rainha Vitória, tutor dos príncipes George (mais tarde rei George V) e Albert Victor.
Ele estudou na London School of Economics (LSE) e no Middle Temple. Durante a Primeira Guerra Mundial foi convocado para o Corpo de Serviço do Exército, sendo posteriormente transferido para a Artilharia Real. Serviu como tenente nas frentes francesa e italiana, onde foi condecorado com a condecoração italiana, a Medaglia di Bronzo al Valor Militare, em reconhecimento ao seu "desprezo pelo perigo" durante a retirada de Caporetto; mais tarde ele escreveu um livro de memórias da guerra chamado With British Guns in Italy. Após a desmobilização, ele retornou à LSE e à Universidade de Londres como professor, onde concluiu doutorado com uma tese sobre os princípios das finanças públicas em 1920.
Houve sugestões de que ele era homossexual, mas elas são rejeitadas por seu principal biógrafo Ben Pimlott, que afirma que "não existe evidência de que Dalton tenha tido um relacionamento sexual com outro homem, e sua vida privada parece ter sido de monogamia inocente."

## Carreira política

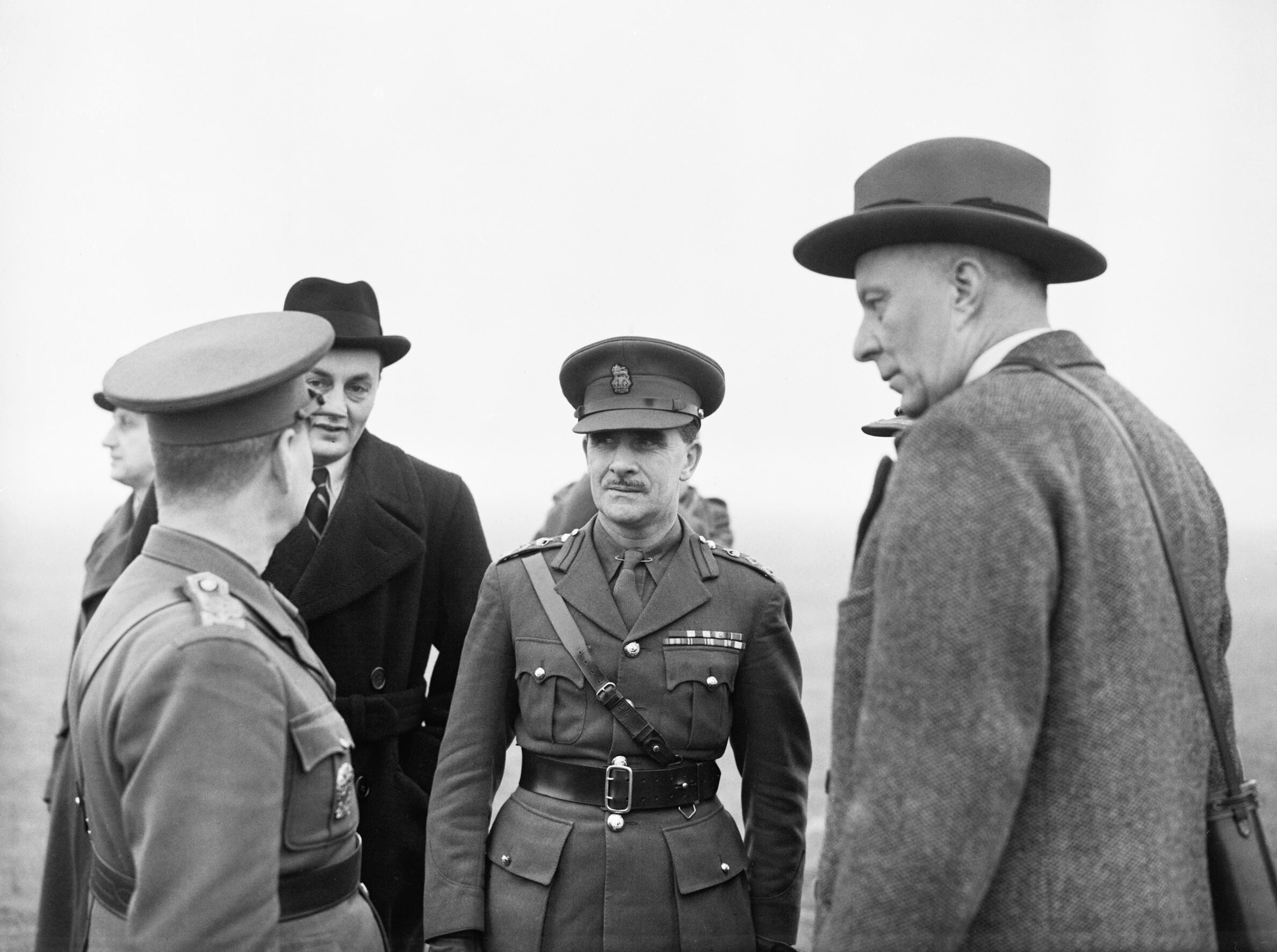
Dalton (à direita) e Colin Gubbins, chefe do Executivo de Operações Especiais, conversando com um oficial tcheco durante uma visita às tropas tchecas perto de Leamington Spa, Warwickshire

Nas eleições gerais de 1929, Dalton sucedeu sua esposa Ruth Dalton, que se aposentou, como membro trabalhista do Parlamento (MP).
Dalton publicou o Practical Socialism for Britain, uma avaliação ousada e altamente influente das opções políticas de um futuro governo trabalhista, em 1935. Sua ênfase estava em usar o Estado como uma agência nacional de planejamento, uma abordagem que agradava muito além do Partido Trabalhista.

Voltando sua atenção para a crise iminente na Europa, ele se tornou o porta-voz do Partido Trabalhista sobre política externa. O pacifismo tinha sido um elemento forte no Partido Trabalhista (e em outros partidos também), mas a Guerra Civil Espanhola mudou isso, quando a esquerda passou a apoiar as armas para a causa republicana ("Lealista"). No entanto Dalton não estava entusiasmado com a política do Partido Trabalhista de querer intervir na Guerra Civil Espanhola, afirmando mais tarde:
Eu estava longe de ser entusiasmado com o slogan "armas para a Espanha" se isso significasse que deveríamos fornecer armas que, de outra forma, deveríamos manter para nós mesmos, pois eu estava muito mais consciente do que a maioria dos meus amigos da terrível insuficiência dos armamentos britânicos contra o perigo alemão.
Suas opiniões eram diferentes das de Attlee, lembrando mais tarde que antes da Segunda Guerra Mundial ele acreditava:
Como a Alemanha e a Itália eram inimigos potenciais da Grã-Bretanha e Franco era seu aliado, era do interesse da Grã-Bretanha que Franco não vencesse a Guerra Civil Espanhola. Foi nessa proposta, mais do que em qualquer elogio extravagante ao governo espanhol, que baseei a maioria das minhas referências públicas a essa luta mais trágica.
No entanto, Dalton admitiu que estava errado nesta avaliação dos interesses britânicos, afirmando que "quando os alemães invadiram a França em 1940 e chegaram aos Pirenéus, Franco era neutro e com notável habilidade manteve sua neutralidade até o final da guerra. Hitler respeitou isso e nunca forçou seu caminho através da Espanha para atacar Gibraltar ou atravessou o Estreito em Marrocos" e "Hitler não teria respeitado a neutralidade de um governo republicano espanhol. Se Franco tivesse perdido a Guerra Civil, Hitler teria ocupado a Espanha."
Após a inesperada vitória trabalhista nas eleições gerais de 1945 Dalton desejava se tornar secretário de Relações Exteriores, mas o cargo foi dado a Ernest Bevin. Dalton, com suas habilidades em economia, tornou-se Chanceler do Tesouro. Ao lado de Bevin, Clement Attlee, Herbert Morrison e Stafford Cripps, Dalton foi um dos "Big Five" do governo trabalhista.
O Tesouro enfrentou problemas urgentes. Metade da economia de guerra foi dedicada à mobilização de soldados, aviões de guerra, bombas e munições; era necessária uma transição urgente para um orçamento de tempo de paz, minimizando a inflação. A ajuda financeira por meio do Lend Lease dos Estados Unidos foi abrupta e inesperadamente encerrada em setembro de 1945, e novos empréstimos dos Estados Unidos e do Canadá foram essenciais para manter as condições de vida toleráveis. A longo prazo, o Partido Trabalhista estava comprometido com a nacionalização da indústria e o planejamento nacional da economia, com mais tributação dos ricos e menos dos pobres, e com a expansão do estado de bem-estar social e a criação de serviços médicos gratuitos para todos.
Taxas de juros baixas foi uma meta importante para Dalton durante sua chancelaria. Ele queria evitar as altas taxas de juros e o desemprego experimentados após a Primeira Guerra Mundial e manter baixo o custo da nacionalização. Ele ganhou apoio de Keynes, bem como de funcionários do Banco da Inglaterra e do Tesouro.
A política orçamentária sob Dalton foi fortemente progressista, caracterizada pelo aumento dos subsídios alimentares, aluguéis subsidiados para inquilinos de casas do conselho, fim das restrições à construção de casas e ampla assistência às comunidades rurais. Dalton também foi responsável por financiar a introdução do esquema de abono familiar universal da Grã-Bretanha. Em um de seus orçamentos, Dalton aumentou significativamente os gastos com educação (que incluíam £ 4 milhões para as universidades e o fornecimento de leite escolar gratuito), £ 38 milhões para o início (a partir de agosto de 1946) dos abonos familiares e um adicional de £ 10 milhões para Áreas de Desenvolvimento. Além disso, foi criado o Fundo Nacional de Terras. Harold Macmillan, que herdou as responsabilidades habitacionais de Dalton, mais tarde reconheceu sua dívida com a defesa de Cidades Novas, e ficou grato pelo legado do Projeto de Lei de Desenvolvimento da Cidade, que encorajou planos de desenvolvimento urbano e o movimento da indústria para fora das cidades.
Os subsídios alimentares foram mantidos em altos níveis durante a guerra para conter os custos de vida, enquanto as estruturas tributárias foram alteradas para beneficiar os que ganhavam salários baixos, com cerca de 2,5 milhões de trabalhadores retirados do sistema tributário nos dois primeiros orçamentos de Dalton. Houve também aumentos nas sobretaxas e impostos sobre a morte, que foram contestados pela oposição. De acordo com um historiador, as políticas de Dalton como chanceler refletiam "uma ênfase sem precedentes do governo central na redistribuição de renda".
Entrando na Câmara dos Comuns para fazer o discurso do orçamento do outono de 1947, Dalton fez uma observação improvisada a um jornalista, contando-lhe algumas das mudanças fiscais no orçamento. A notícia foi impressa na primeira edição dos jornais vespertinos antes que ele tivesse completado seu discurso, e enquanto o mercado de ações ainda estava aberto. Isso foi um escândalo e levou à sua demissão por vazar um segredo de orçamento. Ele foi sucedido por Stafford Cripps.
Dalton voltou ao gabinete em 1948, como Chanceler do Ducado de Lancaster, tornando-o um ministro sem pasta. Tornou-se Ministro do Planejamento Urbano e Rural em 1950, sendo o cargo renomeado como Ministro do Governo Local e do Planejamento no ano seguinte. Um ávido praticante de atividades ao ar livre, ele foi presidente da Ramblers Association, que promovia passeios a pé. Como Chanceler, em 1946, ele iniciou o Fundo Nacional de Terras para recursos de parques nacionais e, em 1951, aprovou o Caminho Pennine, que envolveu a criação de 70 milhas de passagem. Ele deixou o governo depois que o Partido Trabalhista perdeu as eleições gerais de 1951.

## Vida pessoal
Em 1914 Dalton casou-se com Ruth com quem teve uma filha que morreu na infância no início de 1920.
O biógrafo de Dalton, Ben Pimlott, sugere que Dalton tinha "tendências homossexuais", mas conclui que nunca agiu de acordo com elas. Michael Bloch, por outro lado, acha que o amor de Dalton por Rupert Brooke, que conheceu na Universidade de Cambridge, foi além do platônico, citando passeios de bicicleta no campo e dormindo nu sob as estrelas.
Em 1908, Dalton também se relacionou com James Strachey, como Brooke relatou ao irmão de James, Lytton. Mais tarde na vida, Dalton parece ter se abstido de relações sexuais com homens, embora mantivesse um interesse paternal na carreira de vários jovens (como Hugh Gaitskell, Richard Crossman e Tony Crosland, que eram conhecidos por sua boa aparência e teve experiências com o mesmo sexo em Oxford) e foi bastante sensível com eles.
Em 1951, Dalton escreveu a Crossman: "Pensando em Tony, com toda a sua juventude, beleza, alegria e charme.Eu choro... Eu gosto mais daquele jovem do que posso colocar em palavras." De acordo com Nicholas Davenport, os sentimentos não correspondidos de Dalton por Crosland se tornaram uma piada embaraçosa dentro do Partido Trabalhista.
Os papéis de Dalton, incluindo seus diários, são mantidos na LSE Library. Seus diários foram digitalizados e estão disponíveis na Biblioteca Digital da LSE.

## Prêmios
Dalton foi presidente da Ramblers' Association de 1948 a 1950. Ele recebeu o título Barão Dalton, de Forest e Frith no Condado Palatino de Durham em 28 de janeiro de 1960.